# S. Corinna Bille
S. Corinna Bille, pseudoniem van Stéphanie Bille (Lausanne, 29 augustus 1912 - Sierre, 24 oktober 1979) was een Zwitserse schrijfster.

## Biografie

### Afkomst en opleiding
S. Corinna Bille was een dochter van Edmond Bille en van Catherine Tapparel. Ze bracht haar jeugd door in Sierre en verbleef tijdens de vakanties in Chandolin en Rotzberg, plaatsen die later bepalend zouden zijn voor haar werk. Nadat ze in de zomer van 1928 de roman Manhattan Transfer van John Dos Passos had gelezen, besloot ze leven aan het schrijven te wijden. In 1930 behaalde ze in Sierre een handelsdiploma en ze studeerde ook een jaar in Zürich.
In 1934 trok Bille naar Parijs. Nog in datzelfde jaar trouwde ze met de Franse acteur Vital Geymond. Hun huwelijk was niet succesvol en in 1936 keerde Bille terug naar Zwitserland om zich definitief in Wallis te vestigen. In 1947 hertrouwde ze met Maurice Chappaz, met wie ze drie kinderen kreeg.

### Carrière
In 1939 bracht Bille met Printemps haar eerste dichtbundel uit, gevolgd door haar eerste roman Théoda in 1944, Sabot de Vénus uit 1952, Douleurs paysannes uit 1953, L'Enfant aveugle uit 1954 en Entre hiver et printemps uit 1967. Deze werken behoren tot het realisme en tonen de hardheid van het leven in de bergen. Twee bepalende werken, La Fraise Noire uit 1968, dat een groot succes kende, en Juliette Eternal  uit 1971, met een voorwoord van Pierre Jean Jouve, brachten meer fantasie in haar werk. Met Cent petites histoires cruelles uit 1973, benaderde ze een nieuw genre, dicht bij het prozagedicht. Andere bekende werken van haar hand zijn La Demoiselle sauvage uit 1974, Le Salon ovale uit 1976, Cent petites histoires d'amour uit 1978 en Deux passions uit 1979. Postuum verscheen in 1992 ook Le Vrai Conte de ma vie.

## Werken
- (fr)  Printemps, 1939.
- (fr)  Théoda, 1944.
- (fr)  Sabot de Vénus, 1952.
- (fr)  Douleurs paysannes, 1953.
- (fr)  L'Enfant aveugle, 1954.
- (fr)  Entre hiver et printemps, 1967.
- (fr)  La Fraise Noire, 1968.
- (fr)  Juliette Eternal, 1971.
- (fr)  Cent petites histoires cruelles, 1973.
- (fr)  La Demoiselle sauvage, 1974.
- (fr)  Le Salon ovale, 1976.
- (fr)  Cent petites histoires d'amour, 1978.
- (fr)  Deux passions, 1979.
- (fr)  Le Vrai Conte de ma vie, 1992.

- Bibsys: 90222925
- Bibliothèque nationale de France: cb11885760b (data)
- Catàleg d'autoritats de noms i títols de Catalunya: 981058511455606706
- Gemeinsame Normdatei: 118658832
- Historisch woordenboek van Zwitserland: 016192
- International Standard Name Identifier: 0000 0001 1024 5165
- Library of Congress Control Number: n50012062
- Nationale Bibliotheek van Tsjechië: jn20000600868
- Nationale bibliotheek van Australië: 35018638
- Nationale Bibliotheek van Israël: 987007305389405171
- Nationale Bibliotheek van Polen: a0000001005068
- Nederlandse Thesaurus van Auteursnamen: 06858945X
- Réseau des bibliothèques de Suisse occidentale: 02-A000020266
- SNAC: w6xs77cm
- Système universitaire de documentation: 026649896
- Trove: 793034
- Virtual International Authority File: 34451413
- WorldCat: E39PBJfCDfHwRDvTV8hd3JKDbd